# Katano
Katano (japanisch 交野市, -shi) ist eine Stadt in der Präfektur Osaka in Japan.

## Geographie
Katano liegt östlich von Osaka.

## Geschichte
Ursprünglich ein durch Reisanbau geprägter Ort, entwickelte er sich zum Wohnort für Pendler nach Osaka.
Katano bekam am 3. November 1971 das Stadtrecht.

## Sehenswürdigkeiten

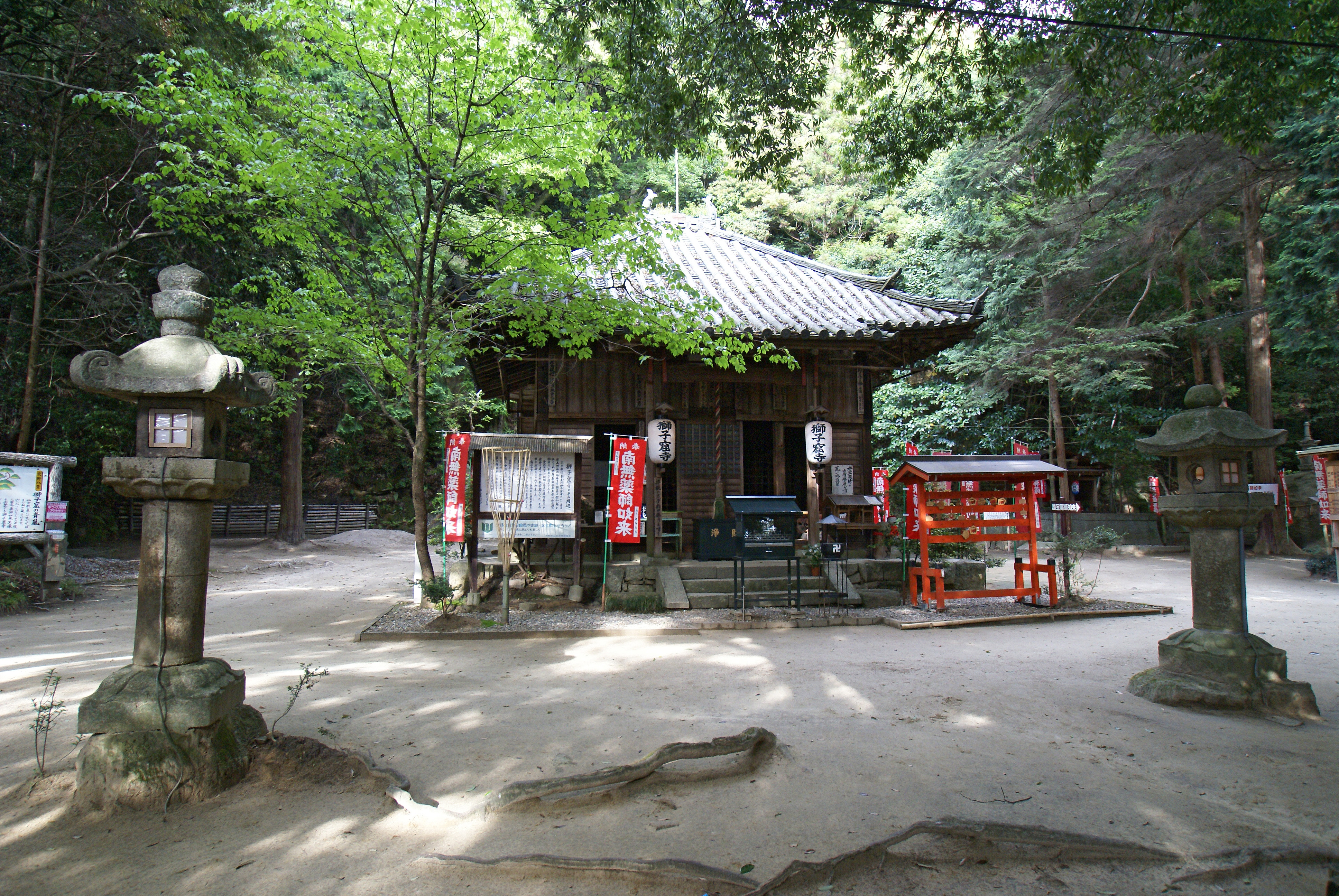
Shishikutsu-ji

- Botanischer Garten der naturwissenschaftlichen Fakultät der Städtischen Universität Osaka
- Shishikutsu-ji (獅子窟寺, buddhistischer Tempel)

## Verkehr
- Straße:
  - Nationalstraße 168

## Städtepartnerschaft
- Collingwood, Ontario, Kanada

## Angrenzende Städte und Gemeinden

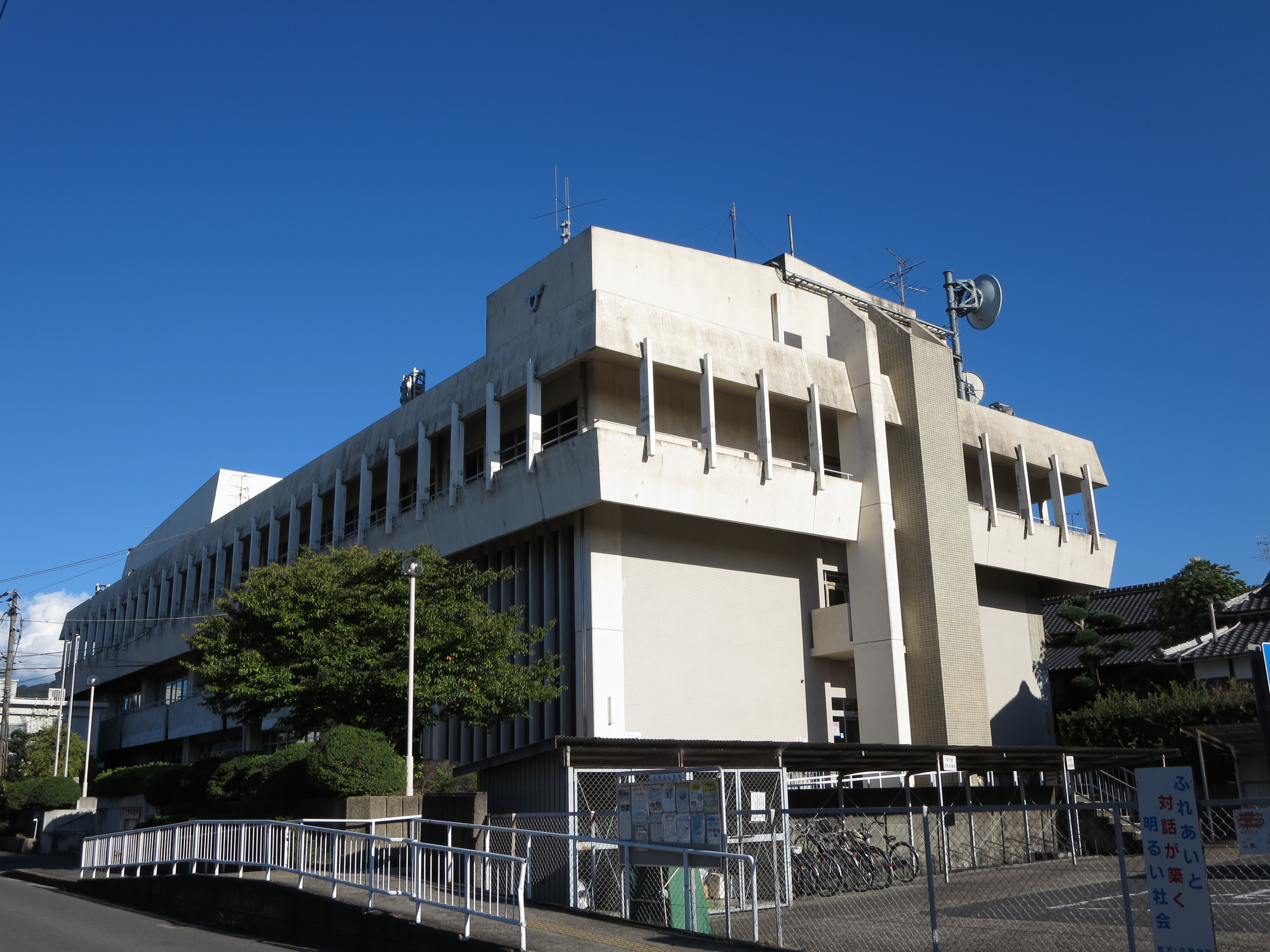
Rathaus von Katano

- Präfektur Osaka
  - Hirakata
  - Neyagawa
  - Shijonawate
- Präfektur Nara
  - Ikoma

## Persönlichkeiten
- Taichi Takeda (* 1997), Fußballspieler
- Kaichi Uchida (* 1994), Tennisspieler